# Jan Józef Dutkiewicz
Jan Józef Dutkiewicz (ur. 8 grudnia 1818 w Chociszewie,  na Pałukach, zm. 10 lutego 1902 w Inowrocławiu) – malarz.
Syn Kazimierza Dutkiewicza i Magdaleny z Ziółkowskich. Pierwsze nauki odebrał w gimnazjum Marii Magdaleny w Poznaniu. W 19. roku życia podążył do Berlina, gdzie przyjęty do Akademii Sztuk Pięknych, rozpoczął studia w dziale malarstwa pod kierunkiem prof. Heinricha Dählinga. Po kilkuletnich studiach w Berlinie udał się do Monachium (w XI 1842 r. zgłosił się do Akademii Sztuk Pięknych w Monachium - klasa: malarstwo), a następnie do Rzymu, gdzie przyjaźnił się ze starszym o lat 10 Romanem Postempskim. W tym czasie powstał szereg obrazów Dutkiewicza, które zadecydowały o zamiłowaniu artysty do portretu. Dutkiewicz malował z modeli. 

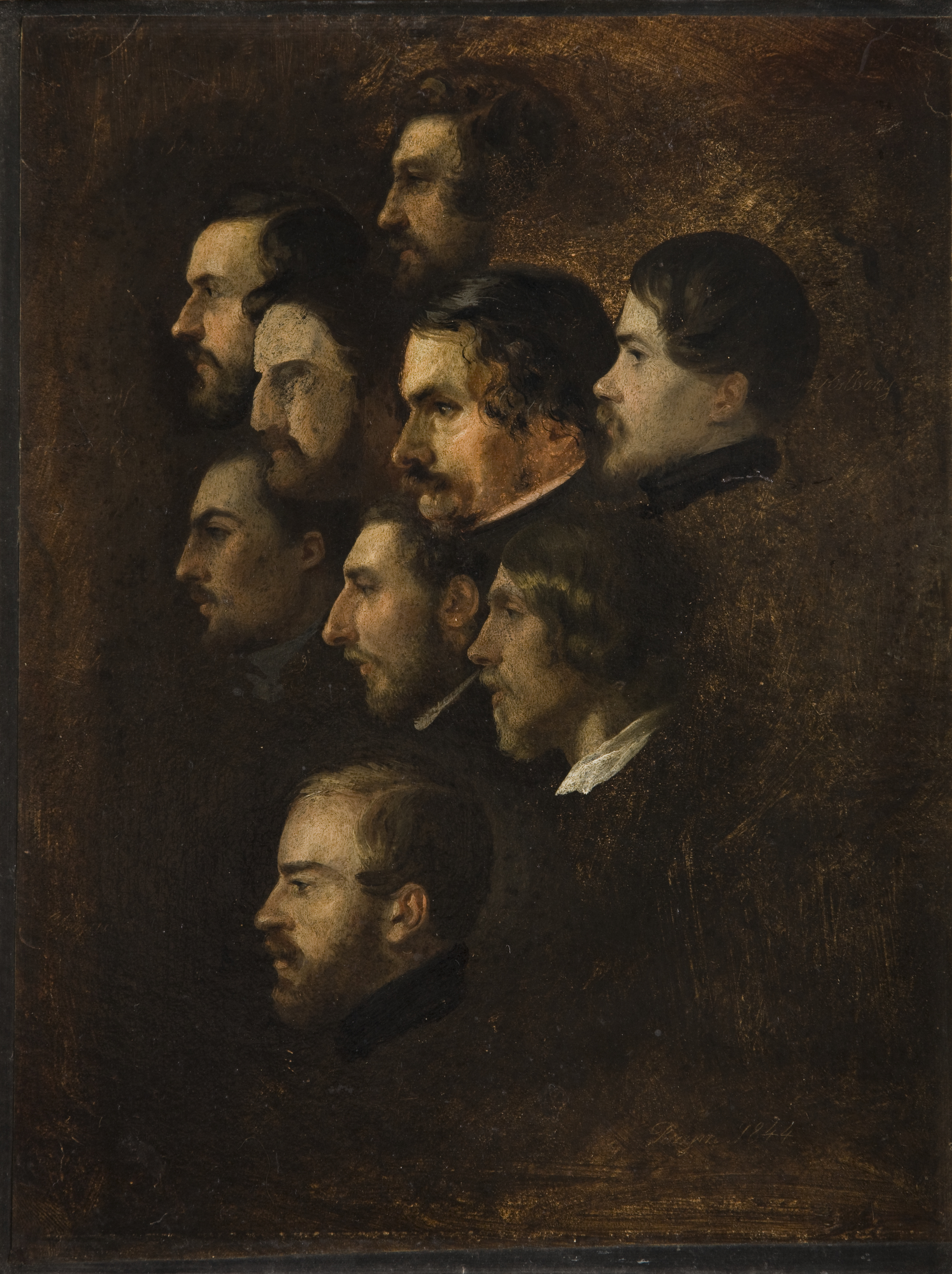
Romuald Chojnacki, Portret zbiorowy kolonii polskiej w Rzymie, olej na tekturze, 1844

Artysta został przedstawiony na obrazie Romualda Chojnackiego Portret zbiorowy kolonii polskiej w Rzymie, stworzonym w 1844 roku. Malarz ukazany tam został w towarzystwie innych twórców przebywających wówczas nad Tybrem i zgrupowanych w środowisku, spotykającym się między innymi w pracowni Cypriana Kamila Norwida przy via Sistina.  
Po kilkuletnim pobycie powrócił do kraju. Po powrocie do Poznania został zaciągnięty do wojska i pełnił służbę w jednym z pułków poznańskich. Miał jednak tyle względów u władz, że pozwolono mu udzielać lekcji rysunków w wyższych szkołach żeńskich. Rok 1848, rok powstania wielkopolskiego, zgubnie odbił się na karierze artystycznej Jana Dutkiewicza. Zawikłany jako gorący patriota w ówczesnych wypadkach politycznych, stracił w 30. roku życia posadę nauczyciela rysunków w Poznaniu i wyjechał do majątku Radolińskich w Jarocinie, gdzie przebywał przez jakiś czas, następnie osiadł we własnym folwarku Zalesie pod Doruchowem pow. Ostrzeszów. Zarzuciwszy malarstwo, gospodarował na roli przez ponad  trzydzieści lat. 
Po stracie majątku przyjął posadę kasjera u Nieżychowskich w Granówku pod Kościanem. W tym czasie artysta powrócił do malarstwa. Swoje dzieła wysyła na wystawy krajowe i zagraniczne, zdobywa uznanie opinii, medale i dyplomy. Ostatnie lata spędza u syna Mieczysława w Inowrocławiu. Artysta malował dziesiątki portretów rodzin kujawskich, takich jak: Trzcińscy, Mliccy, Dąbscy, Grabscy i inni. Pozostawił też portret Radcy Sanitarnego dra Klemensa Koehlera, z którym utrzymywał bliskie kontakty. Zostawił też Dutkiewicz swój autoportret. 
Z prac Jana Dutkiewicza znane są następujące dzieła :
- Z okresu berlińskiego: kopia Wypędzenie Hagar Goverta Flincka z galerii berlińskiej
- Z okresu rzymskiego: Pustelnik, Oifferaro, Włoszka, Wacław z Marii Malczewskiego, Portret własny, Stary rycerz (w posiadaniu Muzeum Narodowego w Poznaniu), portret Adama Mickiewicza, którego widział przelotnie w Paryżu (w posiadaniu Muzeum w Śmiełowie)
- Z lat przed porzuceniem pędzla: wielki portret hr. Radolińskiej, matki byłego ambasadora.
- Z okresu ostatniego: dość pokaźna liczba portretów, autoportret, portret Syna Mieczysława z żoną Bronisławą z Matczyńskich, wielka barwna kopia Znaku z Lituanii Grottgera.